# Niiza
Niiza (japonsky 新座市) je město v prefektuře Saitamě v Japonsku. K roku 2019 v ní žilo přes 164 tisíc obyvatel.

## Poloha a doprava
Niiza leží na jihovýchodě Honšú, největšího japonského ostrova, východně od Tokorozawy a jihozápadně od Saitamy. 
Přes Niizu vede železniční trať Jokohama – Funabaši, na které provozuje vlaky Východojaponská železniční společnost.

## Dějiny
Současný status města získala Niiza 1. listopadu 1970.

### Rodáci
- Tošio Suzuki (* 1955), automobilový závodník